# Luc Gagnon
Pour les articles homonymes, voir Gagnon.
Luc Gagnon est un ancien journaliste et un intellectuel polémiste catholique québécois, né en 1968.
Il a eu des problèmes judiciaires avec l'abbé Raymond Gravel quand il était président du groupe anti-avortement de Campagne Québec-Vie,.
Il était chroniqueur pour la revue conservatrice québécoise Égards.
Il est maintenant professeur de français et de latin dans une école privée catholique traditionaliste à Ottawa, l’école Notre Dame du Mont Carmel.